# Cultura de drogas
Las subculturas de la droga son grupos de personas unidas por una comprensión común del valor y significado (bueno o al contrario) de la incorporación en la vida de la droga en cuestión. Tal unión puede tomar varias formas, desde amigos que consumen drogas juntos, posiblemente siguiendo algunas reglas de etiqueta, hasta movimientos políticos masivos para la reforma de las leyes de prohibición de drogas. La suma de estas partes puede considerarse una "cultura" de drogas individual.
Existen múltiples subculturas de droga basadas en el uso de drogas diferentes, como la música reggae, Rastafari, movimientos hippies, y la cultura rave. Muchos artistas, especialmente a partir del siglo XX, usan varias drogas y exploran su influencia en la vida humana en general y particularmente en el proceso creativo. Fear and Loathing in Las Vegas, de Hunter S. Thompson, emplea el uso de las drogas como tema principal y provee una crítica de la cultura de la droga de los años 60.